# Aurore Bergé
Aurore Bergé (Parigi, 13 novembre 1986) è una politica francese, dall’11 gennaio al 21 settembre 2024 ministro delegato per la parità tra donne e uomini e la lotta contro le discriminazioni nel governo del primo ministro Gabriel Attal.
In precedenza, dal 2017 al 2023, Bergé è stata deputata all'Assemblea nazionale per la decima circoscrizione elettorale del dipartimento degli Yvelines. Ex membro dei Repubblicani (LR), che ha lasciato per unirsi a La République En Marche (LREM) all’inizio del 2017, è considerata una stretta alleata del presidente Emmanuel Macron.  Ha guidato il gruppo parlamentare del partito all'Assemblea nazionale dal 2022 al 2023. Dal luglio 2023 fino al rimpasto di governo nel gennaio 2024, è stata ministro della solidarietà e della famiglia nel governo del primo ministro Élisabeth Borne.

## Biografia
Nata a Parigi, suo padre, Alain Bergé, noto come Alain Dorval (1946-2024), era un attore e uomo d'affari francese: aveva iniziato la sua carriera in teatro prima di dedicarsi al doppiaggio vocale e all'imprenditorialità. Era sua la voce francese di Sylvester Stallone. Sua madre, Dominique Dumont (1950), è un'attrice e presta la voce a Katherine Kelly Lang nella versione francese della serie Beautiful. È anche la voce di Mariska Hargitay nella serie New York: Special Unit.
Aurore Bergé è cresciuta a Versailles e Méré, negli Yvelines, e ha studiato a Versailles, prima alla scuola Colonel-de-Bange poi al liceo privato Saint-Jean-Hulst. Ha aderito all'UMP all'età di 16 anni. Ha quindi studiato a Sciences Po Paris, dove si è laureata in affari pubblici (classe 2009). Ha poi svolto stage presso alcuni deputati europei, in particolare Roselyne Bachelot al Parlamento europeo, quindi è stata assunta da un'agenzia di comunicazione, l'Agence Publics, l'agenzia che ha organizzato tutti i principali incontri di Nicolas Sarkozy durante le elezioni presidenziali del 2012, poi Spintank, con Nicolas Vanbremeersch, e Hopscotch Groupe, in qualità di direttore clienti.

## Vita privata
Nel 2007 ha incontrato Nicolas Bays, allora assistente parlamentare al Parlamento europeo  e lo ha sposato nel giugno 2009 a Wingles. La coppia ebbe come testimoni Roselyne Bachelot, allora ministro della Sanità e dello Sport, e Pierre Moscovici, allora deputato socialista. Si sono separati nel 2015.
Nel settembre 2022 viene reso pubblico che è incinta del suo primo figlio, poi nato il 31 ottobre 2022; il suo compagno, Grégory Besson-Moreau, è padre di due figli avuti da una precedente unione.

## Controversie
Il 30 gennaio 2020 è scoppiata una polemica sui social network  a seguito di diversi articoli di stampa che riportavano i nomi di deputati, tra cui quello di Aurore Bergé, che avevano votato contro il disegno di legge volto a “istituire un congedo di lutto di dodici giorni consecutivi per la morte di un figlio minorenne”. Aurore Bergé ha spiegato di non essere “a conoscenza del voto su questo provvedimento”, avendo espresso il suo voto per delega. Ha quindi chiesto all'Assemblea nazionale una correzione del suo voto.
Il 23 febbraio 2021 il rapper normanno Medine ha sporto denuncia per diffamazione pubblica con avvio di causa civile, dopo che Aurore Bergé lo aveva definito un “rapper islamista”. Nell'ambito di questo caso, Bergé ha affermato di aver ricevuto diversi messaggi ingiuriosi sui social network.
Nel 2022 ha suscitato tensioni all'interno del suo gruppo parlamentare dopo aver ricevuto ed elogiato Marguerite Stern e Dora Moutot, due personalità considerate transfobiche che hanno pubblicato un articolo contro il sostegno degli uomini trans durante la gravidanza su Family Planning. Questo fatto ha preoccupato l'associazione SOS omofobia tanto da accusarla, quando era ministro della Solidarietà e della Famiglia, di essersi opposta “alla parità di diritti nel recente passato”.

## Opere
- (FR) Con Élodie Massé e Élise Vouvet, Alter-égales, Éditions Normant, 2011,  p. 121, ISBN 978-2-915685-53-4.[26]